# Ligue de hockey junior de l'Alberta
La Ligue de hockey junior de l'Alberta ou LHJA (également appelée par le nom anglais Alberta Junior Hockey League ou plus simplement par le sigle AJHL) est une ligue de hockey sur glace junior en Alberta au Canada. La ligue est une sous section de la Ligue canadienne de hockey junior et comprend 16 équipes jouant dans deux divisions, nord et sud. Elle forme des joueurs de vingt ans ou moins. Elle a été fondée en 1963. Le vainqueur de la saison régulière remporte le trophée Dave Duchak. Le vainqueur des séries éliminatoires remporte la Coupe Rogers Wireless (avant 1998 le Trophée Carling O'Keefe) puis participe à la Coupe Doyle face au vainqueur de Ligue de hockey de la Colombie-Britannique.

## Équipes actuelles

### Division Nord
| Équipe                      | Localisation   | Création |
| Pontiacs de Bonnyville      | Bonnyville     | 1991     |
| Thunder de Drayton Valley   | Drayton Valley | 1998     |
| Oil Barons de Fort McMurray | Fort McMurray  | 1981     |
| Storm de Grande Prairie     | Grande Prairie | 1975     |
| Bobcats de Lloydminster     | Lloydminster   | 1982     |
| Steel de Saint Albert       | Saint Albert   | 2007     |
| Crusaders de Sherwood Park  | Sherwood Park  | 1976     |
| Saints de Spruce Grove      | Spruce Grove   | 1963     |

### Division Sud
| Équipe                | Localisation | Création |
| Bandits de Brooks     | Brooks       | 2000     |
| Canucks de Calgary    | Calgary      | 1971     |
| Royals de Calgary     | Calgary      | 1990     |
| Kodiaks de Camrose    | Camrose      | 1997     |
| Eagles de Canmore     | Canmore      | 1995     |
| Dragons de Drumheller | Drumheller   | 2003     |
| Oilers d'Okotoks      | Okotoks      |          |
| Grizzlys d'Olds       | Olds         |          |

## Champions de la Coupe Carling O'Keefe
| - 1965 Buffaloes de Calgary - 1966 Buffaloes de Calgary - 1967 Western Movers d'Edmonton - 1968 Western Movers d'Edmonton - 1969 Sugar Kings de Lethbridge - 1970 Rustlers de Red Deer - 1971 Rustlers de Red Deer - 1972 Rustlers de Red Deer - 1973 Canucks de Calgary - 1974 Rustlers de Red Deer - 1975 Mets de Spruce Grove | - 1976 Mets de Spruce Grove - 1977 Canucks de Calgary - 1978 Canucks de Calgary - 1979 Traders de Fort Saskatchewan - 1980 Rustlers de Red Deer - 1981 Saints de St. Albert - 1982 Saints de St. Albert - 1983 Canucks de Calgary - 1984 Traders de Fort Saskatchewan - 1985 Rustlers de Red Deer - 1986 Canucks de Calgary | - 1987 Rustlers de Red Deer - 1988 Canucks de Calgary - 1989 Rustlers de Red Deer - 1990 Canucks de Calgary - 1991 Royals de Calgary - 1992 Grizzlys d'Olds - 1993 Grizzlys d'Olds - 1994 Grizzlys d'Olds - 1995 Canucks de Calgary - 1996 Saints de St. Albert - 1997 Oil Barons de Fort McMurray |

## Champions de la Coupe Rogers Wireless
- 1998 Saints de St. Albert
- 1999 Canucks de Calgary
- 2000 Oil Barons de Fort McMurray
- 2001 Kodiaks de Camrose
- 2002 Drayton Valley
- 2003 Kodiaks de Camrose
- 2004 Storm de Grande Prairie
- 2005 Kodiaks de Camrose
- 2006 Oil Barons de Fort McMurray
- 2007 Kodiaks de Camrose
- 2008 Kodiaks de Camrose
- 2009 Storm de Grande Prairie
- 2010 Saints de Spruce Grove
- 2011 Saints de Spruce Grove

## Champions de la Coupe Doyle
Depuis sa création en 1984, la Coupe Doyle a été remporté à 9 reprises par des clubs de la LHJA dont cinq fois par les Kodiaks de Camrose :
- 1988 Canucks de Calgary
- 1994 Grizzlys d'Olds
- 1995 Canucks de Calgary
- 2000 Oil Barons de Fort McMurray
- 2001 Kodiaks de Camrose
- 2003 Kodiaks de Camrose
- 2005 Kodiaks de Camrose
- 2007 Kodiaks de Camrose
- 2008 Kodiaks de Camrose
- 2009 Storm de Grande Prairie